# Cantó de Cherbourg-Octeville-Nord-Oest
El cantó de Cherbourg-Octeville-Nord-Oest és un cantó francès del departament de la Manche, situat al districte de Cherbourg-Octeville. Compta amb part del municipi de Cherbourg-Octeville.

## Municipis
- Cherbourg-Octeville

## Història
| Data d'elecció                           | Identitat               | Partit               | Qualitat |
| ---------------------------------------- | ----------------------- | -------------------- | -------- |
| 1945-1951                                | André Picquenot         | Divers droite        |          |
| 1951-1958                                | Jean Brard              | CNIP                 |          |
| 1958-1964                                | René Schmitt            | SFIO                 |          |
| 1964-1970                                | Jacques Hébert          | UDR                  |          |
| 1970-1994                                | Charles Dumoncel        | CDP, després UDF-CDS |          |
| 1994-2001                                | Yves Bonnet             | UDF                  |          |
| 2001-2008                                | Jean Lemière            | RPR                  |          |
| 2008-                                    | Jean-Michel Houllegatte | PS                   |          |
| les dades anteriors no són pas conegudes |                         |                      |          |
|                                          |                         |                      |          |